# Las hermanas alemanas
Las hermanas alemanas es un largometraje de 1981 dirigido por la directora alemana Margarethe von Trotta. El drama se basa en las biografías de dos hermanas: Christiane y Gudrun Ensslin. Como periodista políticamente activa y controvertida activista por los derechos de las mujeres , Christiane Ensslin fue una de las cofundadoras de la revista Emma; su hermana eligió el camino de la lucha armada y se unió a la Fracción del Ejército Rojo (RAF). 
La obra surgió cuatro años después de la muerte de Gudrun Ensslin, y Margarethe von Trotta, quien también escribió el guion, conoció a su hermana Christiane en su funeral, quien le contó su historia durante unos días que pasaron juntas.
La película está basada en un guion de Trotta y fue su primer éxito internacional: Por Las hermanas alemanas fue la primera cineasta en recibir el León de Oro, el premio principal en el Festival de Cine de Venecia. La película se estrenó en los cines alemanes el 25 de septiembre de 1981.

## Trama
Las dos hermanas Juliane y Marianne crecen en la familia de un pastor protestante en Alemania en los años de la posguerra, en el llamado tiempo de plomo. 
En una velada de jóvenes protestantes, el padre de las hermanas presenta la película Nacht und Nebel de Alain Resnais, que fue extremadamente controvertida en Alemania en ese momento. Para Juliane y Marianne, esta película es una experiencia de despertar político.
Marianne es gentil y tranquila, mientras que Juliane es rebelde. A la sombra del padre autoritario y el cruel pasado político, las hermanas toman caminos separados en las décadas siguientes. Ambos están comprometidas con el cambio social dentro del movimiento estudiantil. Marianne mantiene una relación con un intelectual trastornado que, tras su separación, se suicida. El movimiento social de 1968 es el punto de inflexión para las hermanas. Marianne desaparece en la clandestinidad terrorista y ve en la violencia el último recurso para el cambio, no así Juliane, quien, por otro lado, está involucrada en un trabajo político a pequeña escala. Hace campaña por la emancipación de la mujer, organiza manifestaciones a favor del aborto legal y trabaja como editora de una revista para mujeres.
Un día, Marianne es arrestada por la policía y termina en confinamiento solitario. Juliane apoya a su hermana y es la única que la visita. En sus conversaciones, ambas se acercan poco a poco, encuentran similitudes y diferencias y reflexionan sobre experiencias de la infancia. Cuando Juliane está pasando sus vacaciones en Italia, recibe la noticia de la muerte de Marianne, de quien se dice que se suicidó. Durante la autopsia sufre una crisis nerviosa y, junto con su padre, pronto comienza a dudar de la causa oficial de la muerte. En busca de evidencia de esto, Juliane vive la terrible experiencia de su hermana. Encuentra pistas que ponen en duda el suicidio, pero la gente ya no está interesada en ellas. Juliane se hace cargo luego del hijo pequeño de su hermana Marianne. El niño huérfano se ha convertido él mismo en víctima de las turbas burguesas y al final de la película rompe una foto de su madre fallecida. "Estás equivocado", dice Juliane. “Tu madre era una mujer extraordinaria. […] Te hablaré de ella. Finalmente, el niño exige: "Pero tengo que saberlo todo. ¡Empieza... empieza! "

## Reparto
- Jutta Lampe - Juliane
- Barbara Sukowa - Marianne
- Rüdiger Vogler - Wolfgang
- Julia Biedermann - Marianne, 16 años
- Ina Robinski - Juliane, 17 años
- Doris Schade - la madre
- Franz Rudnick - el padre
- Vérénice Rudolph - Sabine
- Luc Bondy - Werner

## El título
Von Trotta tomó el título de la película del poema Der Gang aufs Land. An Landauer de Hölderlin. Ella no pretendió usarlo para etiquetar la década de 1970 de violencia terrorista, 
“sino el ambiente de los años cincuenta. La película describe la carrera de las hermanas, su infancia y juventud en la posguerra, esa es mi generación. También me describí allí, mi sentimiento de haber vivido bajo un cielo plomizo en los años cincuenta, bajo un casquete plomizo de silencio. Uno intuía que algo estaba en el pasado, en la guerra, pero no se nos informaba. Queríamos salir de esta ignorancia. Ese fue también un detonante para que la primera generación de la RAF recurriera a la violencia." 
En Italia, donde la película se estrenó en el Festival Internacional de Cine de Venecia de 1981, el título traducido Anni di piombo (literalmente: años/tiempo de plomo) se refería a los proyectiles utilizados por extremistas armados -en Italia principalmente la Brigate Rosse- disparando durante sus ataques. Este cambio en el significado de los años de violencia terrorista se reprodujo en consecuencia en los années de plomb franceses y, en última instancia, también en el título alemán original Die bleierne Zeit , todo lo cual se convirtió en un suerte de eslogan para describir la época. En el mundo de habla inglesa, sin embargo, se utilizó el título Marianne and Juliane, en Gran Bretaña e Irlanda del Norte también The German Sisters; así como en español Las hermanas alemanas. 

## Recepción
El Lexikon des internationalen Films opinó que se trata de "Una mezcla de especulación política y melodrama psicológico que intenta abordar el problema de la resistencia política a partir de una relación fraterna  examinada subjetivamente. A pesar de la parcialidad -el 'otro lado' del terrorismo, el de las víctimas, queda completamente fuera- una contribución temáticamente importante al problema del terrorismo que vale la pena discutir." 
El periodista Romuald Karkamar criticó en el Frankfurter Allgemeine Zeitung la perspectiva política de la película: "Se utilizan parábolas, ecuaciones y exageraciones que pesan mucho en la película. Incluso el hijo de Marianne se convierte en parte de esta novela revolucionaria. Él es víctima de un incendio provocado después de que vemos víctimas de napalm en Vietnam y un flashback muestra a las hermanas como víctimas del bombardeo aliado. El nacionalsocialismo como la "cara fea" de las "grandes empresas", la República Federal como aliada del "exterminio del pueblo vietnamita" estadounidense, un nuevo régimen nazi. El estado destruye la resistencia política, la gente quema a sus hijos y se supone que debemos creer que los judíos eran presos políticos antes de ser quemados." 

## Premios
| Año  | Premio                                       | Ganador                      | Categoría |
| 1981 | Festival de Cine de Venecia                  | Margarethe von Trotta        | León de Oro |
| 1981 | Festival de Cine de Venecia                  | Margarethe von Trotta        | Premio FIPRESCI |
| 1981 | Festival de Cine de Venecia                  | Jutta Lampe y Barbara Sukowa | Fénix de Oro a la Mejor Actriz                                                                                                   |
| 1981 | Festival Internacional de Cine de Chicago    | Las hermanas alemanas        | Golden Hugo (llamado así por Hugo Gold )                                                                                         |
| 1981 | Festival Internacional de Cine de Valladolid | Margarethe von Trotta        | Mención de Honor |
| 1982 | David Donatello                              | Margarethe von Trotta        | Mejor director en una película extranjera                                                                                        |
| 1982 | Deutscher Filmpreis                          | Margarethe von Trotta        | Mejor película |
| 1982 | Deutscher Filmpreis                          | Bárbara Sukova               | Mejor actriz |
| 1989 | Deutscher Filmpreis                          | Margarethe von Trotta        | Premio Especial de Cine '40 Años República Federal de Alemania' (junto con Adiós de ayer, El puente y Las bodas de Maria Braun ) |